# 조국통일상
조국통일상(祖國統一賞)은 조선민주주의인민공화국에서 수여하는 상이다. 민족의 자주적 평화통일을 실현하기 위해 공헌한 애국인사를 수여하는 명분을 내세우나 실상은 정치적인 고려에 따라 수여한다.

## 개요
1990년 7월 25일에 제정되었다. 상을 수여 받는 사람은 자주적 평화통일로 나아가는데 기여한 인물로서 대한민국과 조선민주주의인민공화국, 제3국 인사들이 모두 대상이 된다.  조선민주주의인민공화국 측은 상을 받는 사람들은 "북과 남, 해외에서 민족의 자주권과 조국의 자주적 평화통일을 실현하기 위한 위업에 크게 공헌한 애국인사"라고 밝혔다.
최고인민회의 상임위원회 정령으로 수상자가 발표되며, 1990년 이래 거의 매년 수여되고 있다. 그동안 정치인, 대한민국 출신 월북자, 조선민주주의인민공화국의 공작원, 대한민국의 통일 운동가, 한국 전쟁 전사자 등이 이 상을 받아 왔다.

## 주요 수상자
- 김구
- 김규식
- 조소앙
- 여운형
- 엄항섭
- 김책
- 서철
- 강량욱
- 허정숙
- 홍명희
- 김상오
- 최덕신
- 송호경
- 여원구
- 문익환
- 임수경
- 문규현
- 문선명
- 이한열
- 계훈제
- 조봉암
- 류미영
- 오익제
- 장민호
- 2000년 6·15 남북 공동선언으로 송환된 비전향 장기수 63명은 송환 직후 전원이 조국통일상을 수여받았다. 이 가운데 이종환은 1993년에도 이 상을 받은 바 있다.

## 같이 보기
- 남북통일

## 참고자료
- 조성진 (2006년 10월 31일). “‘조국통일상’ 어떤상 - 문익환·임수경씨도 받아”. 문화일보. 2008년 6월 21일에 확인함.
- “북한의 조국통일상은 어떻게 제정되었을까?”. 통일뉴스. 2008년 2월 18일.
- “북한에선 '반역자→애국자' 탈바꿈 쉽다?”. 데일리NK. 2011년 3월 23일.